# 382 Dodona
382 Dodona è un asteroide della fascia principale del diametro medio di circa 58,37 km. Scoperto nel 1894, presenta un'orbita caratterizzata da un semiasse maggiore pari a 3,1160676 UA e da un'eccentricità di 0,1769361, inclinata di 7,40124° rispetto all'eclittica.
Il suo nome è dedicato all'antica città greca di Dodona, dove si trovava uno dei templi oracolari più antichi dell'Ellade.